# Улица Шолохова (Москва)
Улица Шо́лохова — улица в Ново-Переделкино (Москва, Западный административный округ). Находится между Новоорловской и Лукинской улицами. Имеет пересечения с Боровским шоссе и улицей Скульптора Мухиной. Нумерация домов ведётся от Новоорловской улицы.

## Название
Улица названа в 1988 году в честь советского писателя Михаила Александровича Шолохова (после того, как площади Шолохова в центре Москвы было возвращено её историческое название).

## Значимые объекты
На нечётной стороне улицы Шолохова, у пересечения с Боровским шоссе, расположен торговый центр «Ново-Переделкино». Через шоссе от рынка — ресторан быстрого питания «McDonald’s». На чётной стороне улицы, на том же перекрёстке, — магазин сети «ВкусВилл» (с 2019—2020 г.; вместо бывшего там ранее кафе сети кофеен «Шоколадница»). Кроме того, на улице расположен сквер Героев-Чернобыльцев.

## Транспорт

### Метро
На пересечении улицы Шолохова и Боровского шоссе расположена станция метро «Новопеределкино» Солнцевской линии.

### Автобусы
По улице следуют автобусы:
По улице следуют автобусы:
| 32:   | Мещерская • Говорово • Боровское шоссе • Новопеределкино • Рассказовка                                                               |
| с217: | Новоорловская улица • Новопеределкино • Переделкино • Лазенки                                                                        |
| 259:  | Крылатское • Крылатское • Молодёжная • Сетунь (→) • Рабочий Посёлок • Говорово • Боровское шоссе • Новопеределкино • Улица Федосьино |
| 296:  | Рассказовка • Новопеределкино • Переделкино • Посёлок Переделкино                                                                    |
| 343:  | Переделкино • Новопеределкино • Новопеределкино • Румянцево (←) • Тропарёво • Юго-Западная                                           |
| 507:  | Рассказовка • Новопеределкино • Новопеределкино • Саларьево                                                                          |

«→» — остановки проходятся только при движении в прямом направлении; «←» — остановки проходятся только при движении в обратном направлении.